# Ray Armstead
Ray Armstead, född den 27 maj 1960 i St. Louis, Missouri, är en amerikansk friidrottare inom kortdistanslöpning.
Han tog OS-guld på 4 x 400 meter vid friidrottstävlingarna 1984 i Los Angeles.